# Uncaria hirsuta
Uncaria hirsuta là một loài thực vật có hoa trong họ Thiến thảo. Loài này được Havil. miêu tả khoa học đầu tiên năm 1897.